# Creep (TLC-Lied)
Creep (englisch für „Widerling“) ist ein Lied der US-amerikanischen R&B- und Hip-Hop-Band TLC, das im Oktober 1994 erschien.

## Entstehung und Veröffentlichung
Geschrieben wurde das Lied von TLC-Mitglied Lisa Lopes und dem US-amerikanischen Musiker Dallas Austin. Letzterer zeichnete zudem auch für die Produktion verantwortlich.
Die Erstveröffentlichung von Creep erfolgte als Single am 31. Oktober 1994 bei den Musiklabels Arista Records und LaFace Records. Diese erschien unter anderem als CD-Maxi-Single mit sechs verschiedenen Versionen des Liedes (Katalognummer: 74321 25421 2). Am 15. November 1994 erschien das Lied als Teil des zweiten TLC Studioalbums CrazySexyCool (Katalognummer: 73008 26009 2), dessen erste Singleauskopplung es ist.

## Hintergrund
Das Lied basiert auf den Erfahrungen von TLC-Mitglied Tionne Watkins (T-Boz). Sie erinnerte sich für Billboard daran:

“You're with a guy and he's not showing you attention, so another guy comes along and you're like, "Hey, if you were where you were supposed to be, he couldn't be showing me attention right now!" I was in the middle of this drama, because the other guy was [my boyfriend's] friend, and my boyfriend was just not getting it together.”

„Du bist mit einem Typen zusammen und er beachtet dich nicht, also kommt ein anderer Typ vorbei und du denkst: "Hey, wenn du dort wärst, wo du sein solltest, könnte er mir jetzt keine Aufmerksamkeit zeigen!" Ich war mitten in diesem Drama, weil der andere Mann der Freund [meines Freundes] war und mein Freund es einfach nicht auf die Reihe bekam.“

T-Boz teilte dies mit dem langjährigen Autor und Produzenten der Gruppe, Dallas Austin. „Wir dachten, das wäre eine gute Beziehung, über die wir sprechen können, weil viele Leute nicht zugeben, dass sie sich so fühlen – dass ihr Mann mit ihnen spielt und sie mit ihm zusammen sein wollen, also suchen sie anderswo Aufmerksamkeit, aber sie wollen wirklich mit ihrem Mann zusammen sein“, fügte sie hinzu.
Austin schrieb Creep aus einer weiblichen Perspektive und dachte, T-Boz wäre die perfekte Leadsängerin. Die weibliche Sichtweise sei etwas gewesen, das das Trio schätzte, weil sie sich als Feministinnen darstellten und das Lied diese Perspektive widerspiegele. Im VH1-Biopic CrazySexyCool: The TLC Story aus dem Jahr 2013 schien das Stück jedoch auch von Austins Untreue zu seiner damaligen Freundin, dem TLC-Mitglied Rozonda "Chilli" Thomas, inspiriert worden zu sein.
Latoya Peterson von Spin beobachtete, dass der Feminismus zum Zeitpunkt der Veröffentlichung des Liedes in der Musik lautstark verleumdet wurde, infolgedessen begannen mehr weibliche Künstlerinnen wie Tori Amos, Salt ’n’ Pepa und TLC sich "offen zu verteidigen". Die Gruppe bestritt, von Radioheads gleichnamiges Lied (September 1992) inspiriert worden zu sein. Andy Greene vom Rolling Stone wies darauf hin, dass die Gruppe den Begriff „Creep“ in eine andere Richtung genommen habe als das Lied von Radiohead oder den Stone Temple Pilots (November 1993), weil TLCs Version davon handele, sich an einem Fremdgeher zu rächen. Die Idee galt allerdings als durchaus umstritten. Laut Thomas war das Thema für sie kein so großer Aufreger:

“I think when we first came out, it was very bold of us to have a song called "Ain't 2 Proud 2 Beg" with [the lyrics] "Two inches or a yard, rock hard or if it's sagging". People totally understood what type of group we were. To sing a song like "Creep" wouldn't be surprising from us.”

„Ich glaube, als wir unseren Debüt hatten, war es sehr mutig von uns, einen Song namens "Ain't 2 Proud 2 Beg" mit [dem Text] "Two inches or a yard, rock hard or if it's sagging" zu haben. Die Leute verstanden total, was für eine Gruppe wir waren. Einen Song wie "Creep" zu singen, wäre für uns nicht verwunderlich.“

Trotzdem sei TLC-Mitglied Lopes dagegen gewesen. Sie drohte im Musikvideo schwarzes Klebeband über ihrem Mund zu tragen, um ihre Ablehnung der Botschaft und die Auswahl als Lead-Single von CrazySexyCool auszudrücken, auch zum Teil wegen der Geschichte der Gruppe, die sich für sicheren Sex einsetze. „Ich dachte mir: 'Wenn ein Mädchen ihren Mann beim Fremdgehen erwischt', das war mein Ding, 'anstatt ihr zu sagen, dass sie zurückgehen soll, warum sagen wir ihr nicht, dass sie einfach gehen soll?'“ Watkins erklärte, dass Lopes besonders besorgt gewesen sei, dass ihr damaliger Freund Andre Rison auf die falsche Idee kommen könnte, obwohl das Lied nicht auf ihrer Beziehung basierte.
Am Ende kapitulierte Lopes und sagte: „Wenn einige Leute kriechen können und sich in ihren Köpfen besser fühlen können, wenn sie das Gleiche tun… fein. Ich gehöre einfach nicht zu diesen Menschen.“ Später fügte die Rapperin eine neue Strophe zu den geremixten Versionen des Liedes hinzu, in der es um die Folgen von Betrug geht. T-Boz erklärte, dass Lopes ursprünglich beabsichtigte, den Rap in die Originalversion des Liedes aufzunehmen, aber Austin und Watkins waren mit dem Rap nicht einverstanden und entschieden sich dafür, ihn entfernen zu lassen.
Thomas fand, dass das Lied und die Choreografie des Videos cool genug seien, um die Leute vom lyrischen Inhalt abzulenken und einfach mitzusingen würden.

“Even the song "Creep" – not that we creep, but if we did, [It was a song] for a woman that would do such a thing. I say just leave his ass, but if you're not ready to just jet at the moment, then you know, I guess we told you how to [creep]. We were really happy and we still are really happy to be the voice for so many women in so many different situations in their lives”

„Sogar das Lied "Creep" – nicht, dass wir gruseln, aber wenn wir es täten, dann wäre es ein Lied für eine Frau, die so etwas tun würde. Ich sage, lass einfach seinen Arsch, aber wenn du im Moment noch nicht bereit bist, einfach zu jetten, dann weißt du, ich denke, wir haben dir gesagt, wie man [kriecht]. Wir waren und sind immer noch sehr glücklich, die Stimme für so viele Frauen in so vielen verschiedenen Situationen in ihrem Leben zu sein“

## Musikvideo
Im Juni 1994 drehten TLC das erste Video zu "Creep" in ihrer Heimatstadt Atlanta, waren aber mit dem Ergebnis unzufrieden. Thomas sagte später: "Es fühlte sich nicht so an, als hätten wir uns weiterentwickelt." Im folgenden Monat drehten sie eine zweite Version in Los Angeles mit Lionel C. Martin, dem Regisseur der meisten ihrer frühen Videos. L.A. Reid und das Trio beschlossen, beide Versionen zu verwerfen, die ihr Wachstum als Frauen nicht zeigten und "schmutzige" Bilder mit schlechter Beleuchtung hatten. Auch beim ersten fehlte es an ausreichendem Filmmaterial für die Länge des Songs. Martin's version was later released in early 2013. Martins Version wurde später Anfang 2013 veröffentlicht. Der "blaustichige" Clip zeigt, wie sich die Mädchen von ihren ahnungslosen Freunden wegschleichen, um sie zu betrügen, während andere Szenen zeigen, wie sie vor Lastwagen und Autos auftreten. Nichtsdestotrotz bemerkte das Fact Magazine, dass das Untreue-Thema des Liedes in der Erzählung des Clips lose verfolgt wurde, während Priya Elan von NME der Meinung war, dass der Clip für MTV "zu urban" gewesen sein könnte. „Dieser 'Creep' ist nicht nur genrespezifischer, er fühlt sich auch veralteter an“, fügte Elan hinzu.
In der Erwartung, eine neue und reifere visuelle Seite zu zeigen, waren TLC in Los Angeles, um über das Projekt zu diskutieren, als sie ein von Matthew Rolston inszeniertes Musikvideo für Salt-N-Pepa sahen. Thomas sagte: "Wir sahen es uns an und sagten: 'Wer auch immer dieses Video gemacht hat, muss das 'Creep'-Video machen.' Wir haben uns in die Art und Weise verliebt, wie es gedreht wurde." Sie sagte, dass das Video, das sie mehrmals gesehen hatten, "Whatta Man" war, aber während eines Interviews mit MTV im Jahr 1995 sagte die Show, es sei "None of Your Business", ein Video, das ebenfalls von Rolston gedreht wurde und visuell mehr Ähnlichkeiten mit dem endgültigen "Creep"-Video aufweist. Lopes erinnerte sich daran, wie hartnäckig sie das Video neu machen wollten, als sie in die Musikszene zurückkehrten. Als das Management vorschlug, das Video neu schneiden zu lassen, lehnte die Gruppe ab und wandte sich an Rolston, um einen Dreh im August 1994 in Los Angeles zu vereinbaren.
Rolston brachte sein Team mit, bestehend aus Make-up-Artist, Friseur, Tänzern und Choreografen, hatte aber einige kreative Konflikte mit der Gruppe. Einer davon betraf die ursprüngliche Routine von Watkins, die die meisten der frühen Videos der Gruppe choreografiert hatte. Sie erinnerte sich, dass Rolstons Choreograf, Frank Gatson Jr., die Mädchen davon abhielt, Ideen zu liefern, während sie die neuen Tanzbewegungen übten. Das Trio ließ Gatson schließlich fallen, weil sie dachten, dass seine Version nicht ihrem "Tanzstil" entspreche, obwohl zwei seiner Bewegungen im endgültigen Clip adaptiert wurden. "Für mich habe ich nicht einmal darüber nachgedacht: 'Kann ich wirklich choreografieren?' Ich dachte nur: 'Lass mich mein Ding machen.' Ich tanze einfach gerne und ich weiß, wann mir gefällt, was ich sehe. Ich mag verschiedene Arten von Sachen", sagte Watkins. Der "Bend-down-and-jump-up"-Tanz, der in dem Video zu sehen ist, wurde von Watkins zu "Foe Life" kreiert, einem Song der Rapperin Mack 10, mit der sie von 2000 bis 2004 verheiratet war.
Ein weiterer Streit zwischen TLC und Rolston drehte sich um ihre Garderobe. Der Regisseur interessierte sich für "enge und sexy" Dessous-Looks für sie, während sie nur weite Tomboy-Kleidung mochten. Die Mädchen kombinierten beides und trugen leuchtend bunte, fließende Seidenpyjamas, "die eine gewisse Schärfe bekamen, als alle Knöpfe bis auf einen aufgeknöpft und die Windmaschinen auf Hochtouren gedreht wurden". Jedes maßgeschneiderte Outfit kostete mehr als 1.000 US-Dollar. Thomas sprach auch über ihre Erschöpfung am Set: "Die Leute wissen nicht, dass man für Videodrehs um etwa 5 Uhr morgens aufstehen muss, um seine Anrufzeit zu haben. Als wir also den Teil ganz am Ende des Videos gemacht haben, in dem wir in die Kamera sprechen und ganz albern aussehen, waren wir so müde. Aber manchmal sind das am Ende deine besten Aufnahmen." Schließlich bezeichnete sie Rolstons Endprodukt als "ausgezeichnet", während Lopes sagte, dass der Regisseur ihnen nach zwei gescheiterten Versuchen endlich ein "richtiges Video" gegeben habe.
Der Clip wurde Ende Oktober 1994 auf MTV veröffentlicht. Es beginnt mit jedem Mädchen, das einen verschiedenfarbigen, kaum geknöpften und vom Wind verwehten Satin-Pyjamas trägt, der einzeln vor einem unverwechselbaren, bunten Hintergrund singt und tanzt. Watkins trägt Blau vor einem rosafarbenen Hintergrund, Lopes – Rot mit blauem Hintergrund und Thomas – Rosa mit rotem Hintergrund. In anderen Szenen wurden Thomas' Farben aus künstlerischen Gründen auf Grau korrigiert. Zu diesen Aufnahmen kommen noch einige Nahaufnahmen einer wirbelnden blauen Trompete. Das Trio und die begleitenden Tänzerinnen werden später in Schwarz-Weiß-Aufnahmen gezeigt, wie sie die Choreografie üben und sich über Lopes lustig machen, weil sie versucht hat, Breakdance zu tanzen, während sie auf ihren Händen geht. Thomas beschrieb die Szene als den "lustigsten Teil" des Drehs und nannte es einen "klassischen TLC-Moment". Der Autor von VH1, Seher Sikandar, beschrieb den Tanz während des Refrains des Songs als den "modifizierten Schmetterling mit dem Schwingarm", während Bernadette McNulty von The Telegraph ihren Lesern einen Tanztipp gab: "Füße auseinander, wippen Sie mit den Knien so tief wie möglich, während Sie Ihre Hüften winden." In einer anderen Szene sieht man Watkins in einer geschlossenen Bar, wie sie in ein altmodisches Mikrofon singt, unterstützt von einer Trompeterin mit ihrem Liebesinteresse, gespielt von Omar Lopez. Während des gesamten Clips wirft Watkins dem Mann einen ungläubigen Blick zu, der darauf hindeutet, dass er ihn betrügen könnte. Das Video endet damit, dass das Trio scherzhaft tanzt und sich streitet. Das war Thomas' Lieblingsszene. "Creep" kam im Januar 1996 in Großbritannien in die Kinos.
Es wurde auch ein alternativer Schnitt für das Video erstellt. Die Originalversion erschien auf drei ihrer Videoalben: CrazyVideoCool (Januar 1996) und Now & Forever – The Video Hits (Februar 2004). CrazyVideoCool enthielt Auszüge von zuvor verworfenen Versionen und Kommentare von TLC.

## Rezeption

### Preise
1995 gewann das Lied einen Soul Train Music Awards in der Kategorie „Beste R&B/Soul-Single einer Gruppe“ und war in zwei weiteren Kategorien nominiert. Bei den Grammy Awards 1996 gewann das Lied in der Kategorie „Best R&B Performance By A Duo Or Group With Vocals“ (Beste Darbietung eines Duos oder einer Gruppe mit Gesang – Pop) und war ein weiteres Mal nominiert. „Wir standen unter Schock! Wir haben nur Musik gemacht, damit die Leute eine Verbindung zu dem finden konnten, was sie sagten, also wussten wir nicht genau, wie die Leute über irgendetwas denken würden“, sagte Thomas über den Gewinnermoment von TLC. „Wenn man also diese Art von Anerkennung bekommt, sagt das so viel aus. Die Grammys sind wie die Oscars der Musik, also waren wir einfach überglücklich, einen zu bekommen.“ Kurz nach dem Gewinn gaben sie in einem Backstage-Interview bekannt, dass sie bankrott seien. Im glichen Jahr gewann der Verlag EMI Music den ASCAP Pop Music Award als  „Verleger des Jahres“.

### Rezensionen
Jon Parales von der New York Times hielt an dem Konzept des Liedes fest: „Die Frauen singen über Untreue, Rache, Status und Machtspiele, nicht als Opfer, sondern als Anwärterinnen; Wenn sie betrogen werden, betrügen sie auch.“
Carol Cooper vom Guardian beschrieb, dass das Stück die dunklere Seite des „schwindelerregenden Hedonismus“ von TLC widerspiegele.

## Kommerzieller Erfolg

### Chartplatzierungen
| ChartsChartplatzierungen       | Höchstplatzierung | Wochen |
| ------------------------------ | ----------------- | ------ |
| Deutschland (GfK)              | 39 (13 Wo.)       | 13     |
| Schweiz (IFPI)                 | 26 (11 Wo.)       | 11     |
| Vereinigte Staaten (Billboard) | 1 (32 Wo.)        | 32     |
| Vereinigtes Königreich (OCC)   | 6 (11 Wo.)        | 11     |

| ChartsJahrescharts (1994)      | Platzierung |
| ------------------------------ | ----------- |
| Vereinigte Staaten (Billboard) | 3           |

### Auszeichnungen für Musikverkäufe
| Land/Region                  | Auszeichnungen für Musikverkäufe (Land/Region, Auszeichnung, Verkäufe) | Verkäufe  |
| ---------------------------- | ---------------------------------------------------------------------- | --------- |
| Kanada (MC)                  | Gold                                                                   | 40.000    |
| Neuseeland (RMNZ)            | Platin                                                                 | 30.000    |
| Vereinigte Staaten (RIAA)    | Platin                                                                 | 1.000.000 |
| Vereinigtes Königreich (BPI) | Gold                                                                   | 400.000   |
| Insgesamt                    | 2× Gold · 2× Platin ·                                                  | 1.470.000 |

Hauptartikel: TLC (Band)/Auszeichnungen für Musikverkäufe

## Coverversionen
- 1996: The Afghan Whigs (Album: Honky’s Ladder)
- 2023: Murder by Death (Album: As We Wish)